# توم هينك
توم هينك (بالإنجليزية: Tom Henke)‏ هو لاعب كرة قاعدة أمريكي، ولد في 21 ديسمبر 1957 في كانساس سيتي في الولايات المتحدة.

## وصلات خارجية
- توم هينك على موقع دوري كرة القاعدة الرئيسي (الإنجليزية)
- توم هينك على موقعبيزبول رفرنس.كوم (الدوري الرئيسي) (الإنجليزية)
- توم هينك على موقعبيزبول رفرنس.كوم (الدوري الثانوي) (الإنجليزية)
- توم هينك على موقع إي إس بي إن.كوم (أم.أل.بي) (الإنجليزية)
- توم هينك على موقع مشجعي الرسوم البيانية (الإنجليزية)